# 阿倫號驅逐艦 (DD-66)
阿倫號驅逐艦（舷號DD-66）是一艘隸屬於美國海軍的驅逐艦，為桑普森級驅逐艦的四號艦。她是美軍第二艘以阿倫為名的軍艦，以紀念1812年戰爭時期的海軍軍官威廉·阿倫（William Henry Allen）。
阿倫號在1915年於巴斯鋼鐵廠開始建造，在1916年下水服役，其時第一次世界大戰已經爆發。接著阿倫號主要留在大西洋訓練及作中立巡航。美國參戰後，阿倫號被派往法國及愛爾蘭海域，掩護協約國船隻。戰後阿倫號留在加勒比海巡航，在1925年退役。然而與大部分同期退役的驅逐艦相異，阿倫號未有封存等待出售拆解，反而一直用作海軍訓練艦。1928年阿倫號重編入預備役，並在1940年再次服役，被派往太平洋艦隊。1941年日本偷襲珍珠港時，阿倫號亦在珍珠港內，但未有受損。在整個太平洋戰爭，阿倫號均在夏威夷近海及美國西岸作反潛巡航，並訓練新兵。戰後阿倫號在1945年退役除籍，於1946年出售拆解，為當時美國服役年期最長的驅逐艦。
阿倫號在第二次世界大戰獲得一枚戰鬥之星。